# Megacarpaea gracilis
Megacarpaea gracilis är en korsblommig växtart som beskrevs av Vladimir Ippolitovich Lipsky. Megacarpaea gracilis ingår i släktet Megacarpaea och familjen korsblommiga växter. Inga underarter finns listade i Catalogue of Life.